# Terraced Falls
Terraced Falls  è una cascata sul Fall River, situato nel Parco Nazionale di Yellowstone. 
Si volle rinominarla con il nome "Totem Falls" negli anni '20, ma la USBGN (United States Board on Geographic Names) non ha voluto.